# Паучок (снаряд)

«Паучок» — один из традиционных гимнастических снарядов советской детской площадки

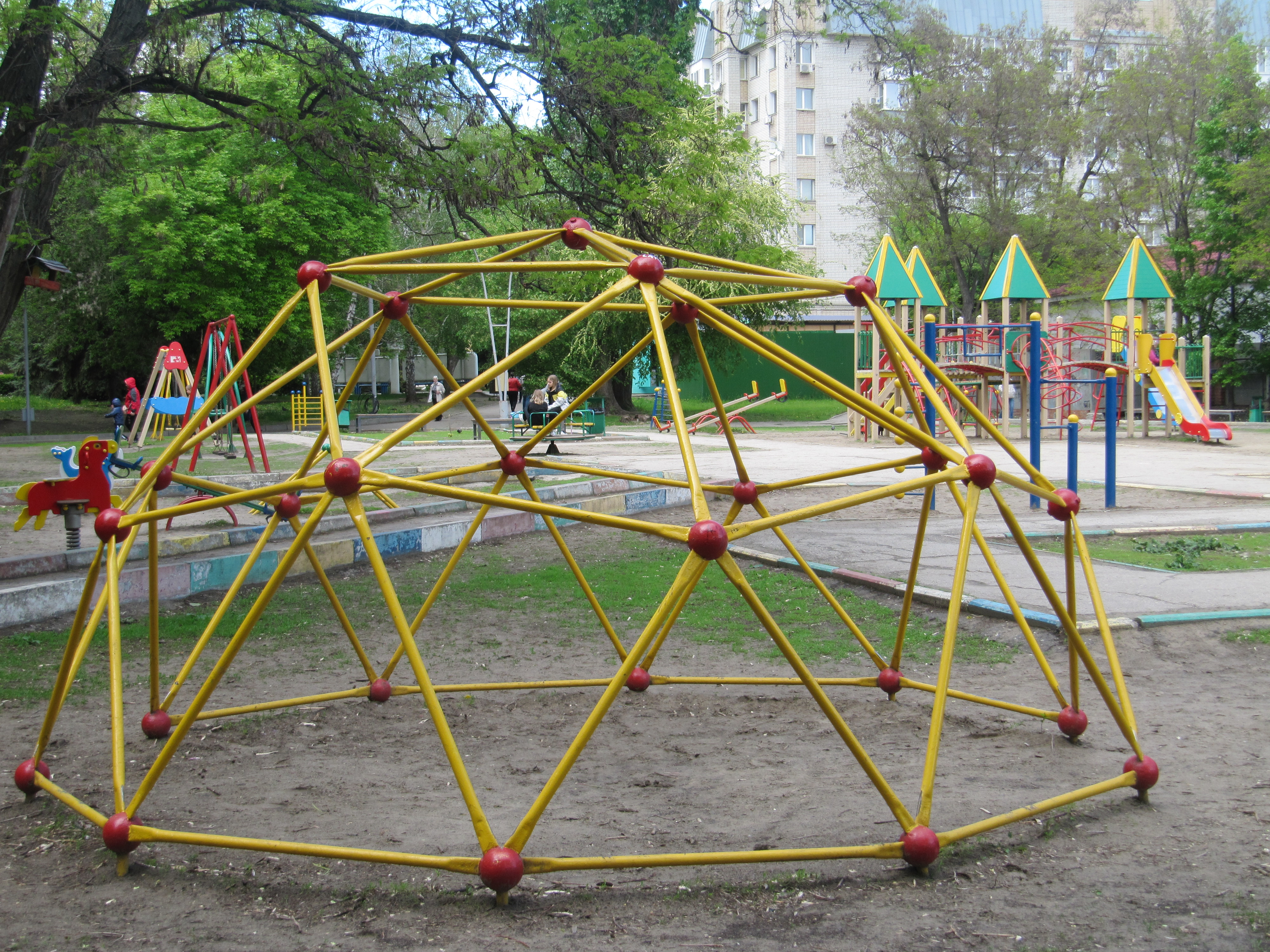
Детская площадка в Парке им. Горького, Саратов

«Паучок» — спортивный снаряд, предназначенный для детей преимущественно дошкольного возраста, один из атрибутов советской детской площадки. Представляет собой две лестницы-дуги (арки), расположенные перпендикулярно друг другу, которые, пересекаясь, образуют крест. В целом, сооружение моделирует купол.
«Паучок» позволяет ребёнку перебираться с одной лестницы на другую, изменять характер движения по мере того, как лестница превращается из вертикальной лестницы в горизонтальную поверхность с отверстиями, взбираться по лестнице свисая, висеть на ногах.
Под снарядом обычно бывает насыпан песок.
В 1980 году к Московской Олимпиаде на детских и спортивных площадках города Саратов был установлен другой вариант спортивного снаряда (см. фотографию).